# Атакут
Атакут (азерб. Ataqut) — село у Ходжавендському районі Азербайджану. Село розташоване на південь від села Тох, з яким з'єднане автомобільною дорогою, на схід від села Мохренес, на північ від села Акаку та на захід від села Цакурі. Відносно районного центру — міста Гадруту, село розташоване на північний захід.
7 листопада 2020 року в ході Другої Карабаської війни було звільнене Збройними силами Азербайджану.

## Пам'ятки
У селі розташована церква Св. Ованеса (19 ст.), цвинтар (18-19 ст.), джерело (18 ст.), млин (19 ст.) та іджеванатун (постоялий двір) 18 ст.